# Київка (Купинський район)
Київка (рос. Киевка) — присілок в Купинському районі Новосибірської області Російської Федерації в якому проживає 64 жителі (2010). Входить до складу Вишневської сільради.

## Географія
Площа села — 57 гектар.

## Населення
За даними Всеросійської перепису, в 2010 році на хуторі проживало 64 особи, а в 2002 році — на 176,6 % більше — 113 жителів.
| 2002 | 2007 | 2010 |
| ---- | ---- | ---- |
| 112  | ↘98  | ↘65  |

## Інфраструктура
В селі за даними на 2007 рік функціонував 1 заклад охорони здоров'я та 1 заклад освіти.